# George Bibb Crittenden
George Bibb Crittenden (Russellville, 20 marzo 1812 – Danville, 27 novembre 1880) è stato un generale statunitense che prestò servizio nella guerra di Falco Nero, nell'esercito della Repubblica del Texas e nella guerra messico-statunitense, e che fu generale del Confederate States Army durante la guerra di secessione americana.

## Gioventù
Crittenden nacque a Russellville (Kentucky), figlio del politico statunitense John Jordan Crittenden. Il fratello Thomas Leonidas Crittenden ed il cugino Thomas Turpin Crittenden divennero entrambi generali dello Union Army. Si laureò presso la United States Military Academy nel 1832 e divenne sottotenente del 4º reggimento di fanteria. Combatté la guerra di Falco Nero del 1832 e si congedò l'anno dopo. Frequentò la Transylvania University diventando avvocato. Si trasferì nella Repubblica del Texas nel 1842 e si arruolò nell'esercito locale. Durante la spedizione Mier del 1843 fu catturato dall'esercito messicano e scambiato. Si unì di nuovo allo United States Army nel 1846 combattendo col reggimento di fucilieri a cavallo la guerra messico-statunitense. Fu promosso brevetto maggiore per quanto fatto a Contreras e Churubusco nel 1847, ed il grado fu approvato dall'esercito regolare nel 1848. Il 19 agosto 1848 fu congedato dall'esercito e fu riammesso nel marzo 1849. Nel 1856 fu promosso a tenente colonnello.

## Guerra di secessione americana
Poco prima dello scoppio della guerra di secessione Crittenden accettò la nomina a colonnello nella fanteria del Confederate States Army il 16 marzo 1861, anche se si congedò dallo U.S. Army solo il 10 giugno. Fu promosso generale di brigata il 15 agosto 1861, e fece parte per breve tempo dell'Armata del Potomac in Virginia. Fu promosso maggior generale il 9 novembre 1861 e comandò il distretto del Tennessee Orientale. Il 18 gennaio 1862 lui ed il generale Felix Zollicoffer furono sconfitti dal generale nordista George H. Thomas nella battaglia di Mill Springs, prima importante sconfitta sudista nella guerra, interrompendo il controllo sudista del Kentucky orientale.
Comandò per breve tempo la 2ª divisione dell'Armata del Kentucky Centrale nel 1862, ma fu sostituito il 31 marzo. Fu arrestato il giorno dopo ed accusato di ubriachezza per ordine del maggior generale William Joseph Hardee, rientrando in servizio il 18 aprile. Il generale Braxton Bragg ordinò una corte inquisitoria a luglio e Crittenden diede le dimissioni da generale, tornando colonnello nell'ottobre 1862.

## Carriera postbellica
Fu bibliotecario statale del Kentucky dal 1867 al 1871. Morì a Danville (Kentucky) e fu sepolto nel cimitero statale di Frankfort.